# Adriana Gerši
Adriana Rikl Gerši (ur. 26 czerwca 1976 w Šternberku) – czeska tenisistka.
Międzynarodowa kariera zawodniczki na kortach rozpoczęła się w 1994 roku, w którym wygrała trzy turnieje w grze singlowej cyklu ITF. W sumie wygrała pięć turniejów singlowych tej rangi i jeden deblowy. W 1996 roku zadebiutowała w rozgrywkach WTA w indonezyjskiej miejscowości Surabaja. Występ był bardzo udany i tenisistka dotarła do półfinału imprezy, pokonując po drodze Sandrine Testud (nr 1 turnieju) w drugiej rundzie i w ćwierćfinale turniejową szóstkę, rodaczkę Ludmilę Richterovą. Reprezentowała także Czechy w Pucharze Federacji.
W 2001 roku odniosła swoje największe zwycięstwo, pokonując w Dosze zawodniczkę z pierwszej dziesiątki rankingu WTA, ówczesną nr 9 światowego rankingu, Mary Pierce, osiągając tym samym półfinał turnieju. W tym samym roku wygrała też swój jedyny turniej WTA w Bazylei.
Najwyższe miejsce w rankingu (48) osiągnęła w czerwcu 1997 roku.

## Finały turniejów WTA
| Legenda                | Legenda |
| ---------------------- | ------- |
| Wielki Szlem           |         |
| Igrzyska olimpijskie   |         |
| WTA Tour Championships |         |
| 1988 – 2008            |         |
| Kategoria I            |         |
| Kategoria II           |         |
| Kategoria III          |         |
| Kategoria IV           |         |
| Kategoria V            |         |

### Gra pojedyncza
| Końcowy wynik | Nr | Data          | Turniej | Nawierzchnia | Przeciwniczka           | Wynik finału |
| ------------- | -- | ------------- | ------- | ------------ | ----------------------- | ------------ |
| Zwyciężczyni  | 1. | 30 lipca 2001 | Bazylea | Ceglana      | Marie Gayanay Mikaelian | 6:4, 6:1     |

## Wygrane turnieje rangi ITF
| turnieje z pulą nagród 100 000 $ |
| turnieje z pulą nagród 75 000 $  |
| turnieje z pulą nagród 50 000 $  |
| turnieje z pulą nagród 25 000 $  |
| turnieje z pulą nagród 15 000 $  |
| turnieje z pulą nagród 10 000 $  |

### Gra pojedyncza
|    | Data       | Turniej     | ($)    | Naw.     | Finalistka         | Wynik     |
| 1. | 12/09/1994 | Kluż-Napoka | 10 000 | ziemna   | Miroslava Vavrinec | 6:2, 6:1  |
| 2. | 26/09/1994 | Bratysława  | 10 000 | ziemna   | Libuše Průšová     | 6:3, 6:1  |
| 3. | 07/02/1995 | Burgdorf    | 10 000 | dywanowa | Alena Vašková      | 6:4, 6:4  |
| 4. | 14/07/1996 | Stambuł     | 75 000 | twarda   | Petra Langrová     | 4:0 krecz |
| 5. | 09/04/2000 | Dubaj       | 75 000 | twarda   | Tathiana Garbin    | 6:4, 6:4  |